# Octobre 1982

## Événements
- Réconciliation entre Hussein de Jordanie et Yasser Arafat à Amman. En décembre, l’idée d'une confédération jordano-palestinienne est approuvée.

- 1er octobre : démission du chancelier Helmut Schmidt (social-démocrate) à la suite de la défection d’une partie des libéraux (FDP). Helmut Kohl (CDU) devient chancelier de l'Allemagne de l'Ouest.

- 8 octobre : 
  - Olof Palme, Premier ministre social-démocrate en Suède (fin en 1986).
  - Le syndicat libre Solidarność (Solidarité) est déclaré illégal en Pologne. Le pape Jean-Paul II le soutient.
  - Rallye automobile : arrivée du Rallye Sanremo.

- 10 octobre : les militaires décident de se retirer du pouvoir en Bolivie et Hernán Siles Zuazo est désigné président de la République par le Congrès.

- 28 octobre : le PSOE triomphe aux élections générales espagnoles avec 46 % des suffrages et 202 sièges (80 % de participation). UCD ne fait que 7,3 %, l’Alianza Popular 25,3 % et PCE seulement 3,9 %.

## Naissances
- 1er octobre : Matthew Stevens, joueur de rugby à XV évoluant avec l'équipe d'Angleterre.
- 3 octobre : « El Juli » (Julián López Escobar), matador espagnol.
- 5 octobre : Yannick Kamanan, footballeur français.
- 7 octobre :
  - Robby Ginepri, joueur de tennis américain.
  - Jermain Defoe, footballeur anglais.
- 8 octobre : Juliette Chêne, actrice française.
- 9 octobre : Modeste M'Bami, footballeur camerounais  († 7 janvier 2023).
- 11 octobre :
  - Salim Stoudamire, basketteur américain.
  - Terrell Suggs, joueur de foot U.S. américain.
  - Gérald Darmanin, homme politique français.
- 12 octobre :
  - Sébastien Rassiat, vidéaste français
- 13 octobre :
  - Stéphanie Loire, animatrice de télévision et de radio française.
  - Ian Thorpe, nageur australien, dit « la Torpille ».
  - Paul Crosty, joueur de hockey sur glace canadien
- 16 octobre : Frédéric Michalak, joueur de rugby à XV français.
- 18 octobre :
  - Thierry Amiel, chanteur français.
  - Ne-Yo, chanteur américain.
- 19 octobre : Rachid Allali, Animateur TV Marocain.
- 20 octobre : José Acasuso, joueur de tennis argentin.
- 21 octobre :
  - Matt Dallas, acteur américain.
- 21 octobre : Matthieu Penchinat, comédien, clown, humoriste, acteur et metteur en scène français.
- 23 octobre : Bradley Pierce, acteur américain.
- 28 octobre : Matías Tejela, matador espagnol.
- 29 octobre : Nikolay Chebotko, fondeur kazakh († 24 janvier 2021).
- 30 octobre : Chimène Badi, chanteuse française.

## Décès
- 4 octobre : Glenn Gould, pianiste et compositeur canadien.
- 16 octobre : 
  - Jean Mairey, résistant et haut fonctionnaire français (° 9 août 1907).
  - Mario Del Monaco, 67 ans, chanteur d'opéra italien. (° 27 juillet 1915)
  - Hans Selye, médecin et chercheur canadien d'origine autrichienne (° 26 janvier 1907)
- 18 octobre : Pierre Mendès France, homme politique français (° 11 janvier 1907).
- 26 octobre : Giovanni Benelli, cardinal italien, archevêque de Florence (° 12 mai 1921).